# Transaero

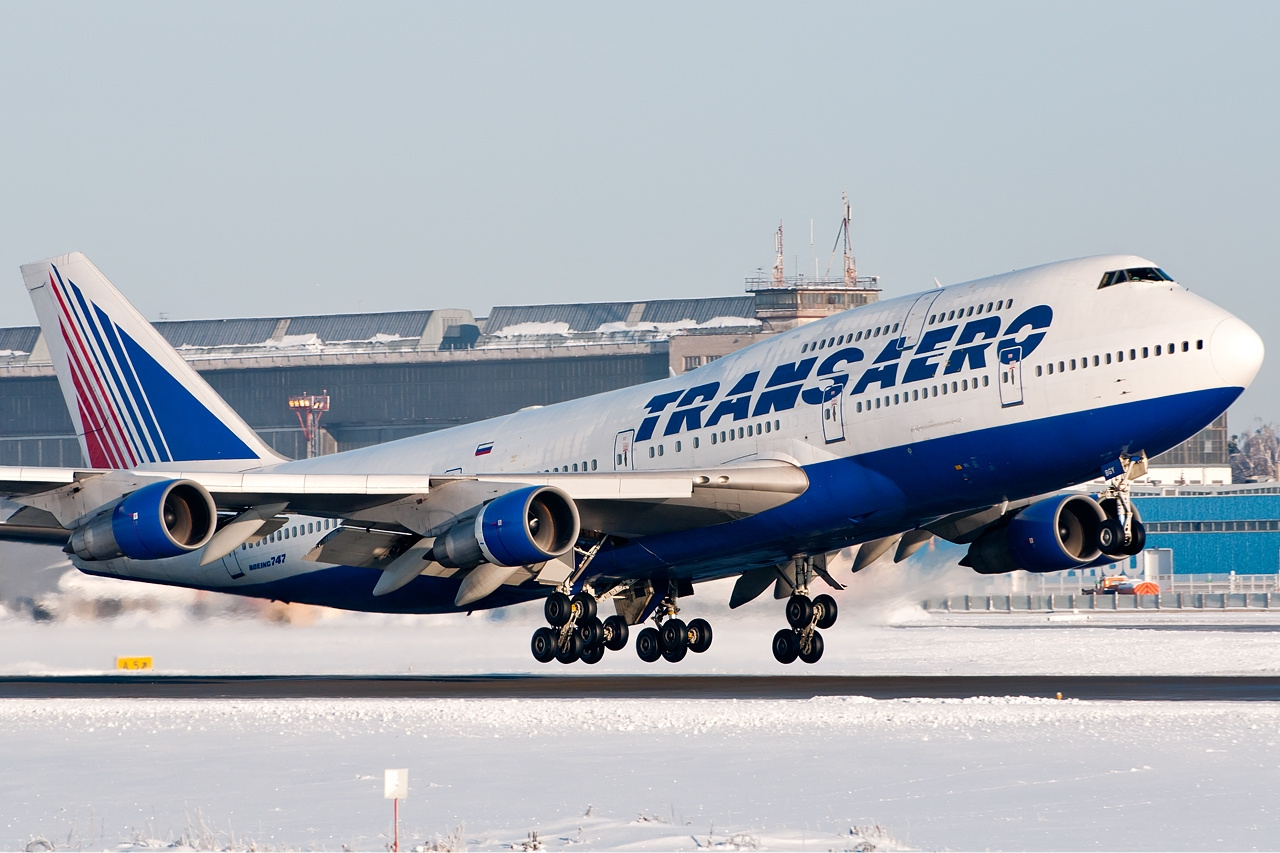
Un Boeing 747-300 della Transaero Airlines in partenza dall'Aeroporto di Mosca-Domodedovo.

Transaero, ufficialmente Transaero Airlines (in russo: Aвиакомпания Транса́эро), era una compagnia aerea maggiore russa con base principale l'Aeroporto di Mosca-Domodedovo, che ha cessato le proprie attività, a causa del fallimento il 25 ottobre 2015 alle ore 18:00, stessa data della sospensione della licenza di trasporto passeggeri. Venne dichiarato il fallimento in data 1º ottobre 2015 e tutte le operazioni gestionali e logistiche terminarono il 15 dicembre dello stesso anno.

## Storia
Transaero Airlines nacque nel 1990 come la prima compagnia aerea privata russa che ottenne la licenza per il trasporto passeggeri in Russia dopo la compagnia aerea di bandiera Aeroflot. Transaero prese un aereo in leasing operativo da Aeroflot ed effettò il suo primo volo il 5 novembre 1991, un charter tra Mosca e Tel Aviv.
Nel luglio del 1992 la Transaero Airlines ricevette il suo primo aereo, un Ilyushin Il-86, e diventò la prima compagnia aerea russa privata ad aprire voli di linea nel mercato interno russo.
Nel gennaio del 1993 incominciò a volare dall'aeroporto di Mosca-Domodedovo per l'aeroporto di Noril'sk-Alykel'. La Transaero incominciò anche i voli di linea per la capitale ucraina Kiev, la capitale economica kazaka Almaty e per la località estiva russa Soči.
Nel novembre del 1993 la Transaero Airlines aprì il primo volo di linea internazionale Mosca-Domodedovo (Russia) - Tel'-Aviv (Israele).
Nell'aprile del 1993 la Transaero Airlines riceve il primo Boeing 737-200 e diventa la prima compagnia aerea russa ad operare gli aerei occidentali in Russia.
Nell'aprile del 1994 riceve il primo Boeing 757-200.
Nel 1995 inaugura il primo programma Frequent Flyer della Russia.
Nel 1997 la Transaero Airlines riceve il certificato FAA per la manutenzione degli aerei.
Nel dicembre del 1998 è stato aperto il volo di linea settimanale Mosca-Domodedovo (Russia) - Londra-Gatwick (Regno Unito).
Nel 1998 la flotta della Transaero è stata modernizzata con il primo Boeing 737-700, in seguito nel 2002 con il Boeing 767-200 e con il Boeing 737-300.
Nel 2003 la Transaero Airlines ha ricevuto il Boeing 767-300 e il Boeing 737-400 ordinando anche i dieci Tupolev Tu-214-300.
Nel 2005 la Transaero prende in leasing dalla Virgin Atlantic Airways il primo in Russia Boeing 747-200 e incomincia i voli da Mosca per Israele con questo velivolo. Nel maggio 2005 la Transaero aggiunge alle destinazioni di linea un volo non-stop da Mosca per Montréal in Canada.
Il 21 giugno 2006 si apre il secondo volo non-stop per Toronto in Canada.
Nel 2009, Skytrax, società di ricerca britannica nel campo dell'aviazione civile, ha consegnato il certificato di qualità a Transaero Airlines con un rating di 2 stelle. Nel 2009 la Transaero Airlines ha trasportato 5.025.900 di passeggeri, il 3,56% in più rispetto all'anno precedente. In particolare, nei voli internazionali la compagnia aerea russa ha trasportato 3.966.200 passeggeri, nei voli di linea domestici sono stati trasportati 1.059.700 passeggeri. La Transaero Airlines ha conquistato per la prima volta nella sua storia il secondo posto tra le compagnie aeree russe superando la S7 Airlines e posizionandosi subito dopo la prima compagnia aerea russa Aeroflot. La crescita dei passeggeri trasportati in Russia per un totale di 69,27% in un anno ha mostrato il cambio della strategia della compagnia aerea in seguito alla crisi internazionale.
Il 4-5 giugno 2010 un Boeing 747-400 della Transaerto Airlines ha effettuato il primo volo di linea sulla rotta internazionale Mosca-Domodedovo (Russia) - Pechino-Capitale (Cina) - Mosca-Domodedovo (Russia).
Nel 2012 la Transaero Airlines è diventata il proprietario all'Aeroporto Internazionale di Shannon (Irlanda) del complesso di manutenzione degli aerei Boeing Air Atlanta Aero Engineering (AAAE) fondato nel 1967 dalla compagnia di bandiera Aer Lingus. La neonata Transaero Engineering Ireland è diventata la base per la manutenzione fino a D-check degli aerei Boeing 737, Boeing 757, Boeing 767 della compagnia aerea russa. Inoltre, con i contratti stipulati dalla AAAE la Transaero Engineering Ireland ha tra i clienti Tui Fly Germany, GECAS, Star Air, Arkia Israel, Thomson Fly UK, ILFC, Royal Jet Dubai, Air Nigeria, Air Berlin, Blue Panorama, El Al, Safair.
Ha cessato le proprie attività, a causa del fallimento il 25 ottobre 2015 alle ore 18:00, stessa data della sospensione della licenza di trasporto passeggeri. Venne dichiarato il fallimento in data 1º ottobre 2015 e tutte le operazioni gestionali e logistiche avrebbero dovuto aver termine il 15 dicembre 2015.

## Strategia
Nell'aprile del 2007 la Transaero Airlines ha completato i controlli della sicurezza IOSA (IATA Operational Safety Audit) della IATA diventando la compagnia aerea russa che rispetta gli standard di sicurezza mondiali, insieme ad altre nove compagnie aeree russe: Aeroflot, Aeroflot-Nord, Aviacon Citotrans, S7 Airlines, SkyExpress, VIM-Avia, Vladivostok Avia, Volga-Dnepr, Ural Airlines.
Nel 2008 la Transaero Airlines ha trasportato 4.852.887 passeggeri con la crescita del 50% rispetto all'anno 2007.
Il 7 ottobre 2009 la Transaero Airlines ha completamente abbandonato la vendita dei biglietti cartacei adottando il sistema di Electronic ticket (in italiano: il biglietto elettronico) che permette ai passeggeri di fare il check-in con i biglietti elettronici acquistati on-line.
Nel 2009 la Transaero Airlines ha trasportato 5,03 milioni di passeggeri, il 3,6% in più rispetto al 2008. Nel 2009 la compagnia aerea moscovita ha inaugurato 12 nuovi destinazioni di linea nazionali: Blagoveščensk, Irkutsk, Kazan', Kemerovo, Krasnodar, Magadan-Sokol, Magnitogorsk, Novyj Urengoj, Omsk, Samara-Kurumoč, Ufa, Ulan-Udė.
Nel 2010 la Transaero Airlines ha trasportato 6,648 milioni di passeggeri, il 32,3% in più rispetto al 2009.
Nel gennaio 2011 la Transaero Airlines ha ottenuto l'indice della tedesca J.A.C.D.E.C. (in inglese: the Jet Airliner Crash Data Evaluation Centre) pari a 0. La compagnia aerea moscovita è stata classificata tra le più sicure al mondo ottenendo il 10º posto subito dopo la compagnia aerea Emirates secondo la versione J.A.C.D.E.C. Safety 2010 pubblicata dalla rivista "Aero International". La Transaero Airlines è la più grande compagnia russa a non aver mai avuto sciagure aeree dalla sua fondazione nel 1991. L'altra compagnia aerea russa che è stata classificata nel 35º posto con l'indice pari a 0,092 è stata la russa Aeroflot.
Nel 2011 la Transaero Airlines ha trasportato 8,453 milioni di passeggeri, il 27,2% in più rispetto al 2010.
Nel febbraio 2013 la Transaero Airlines aveva dichiarato la composizione originale di 700 posti in tre classi per i suoi primi Airbus A380.

## Flotta

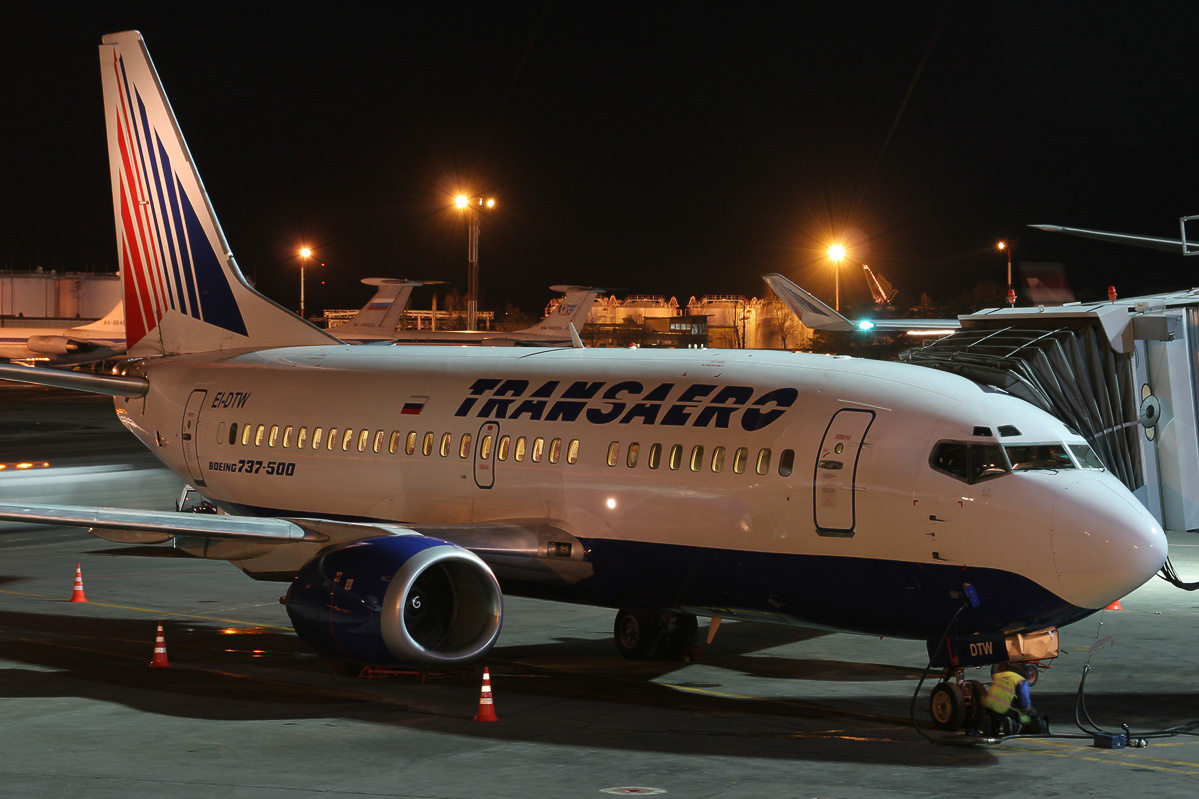
Boeing 737-500 della Transaero Airlines a Mosca-Domodedovo.

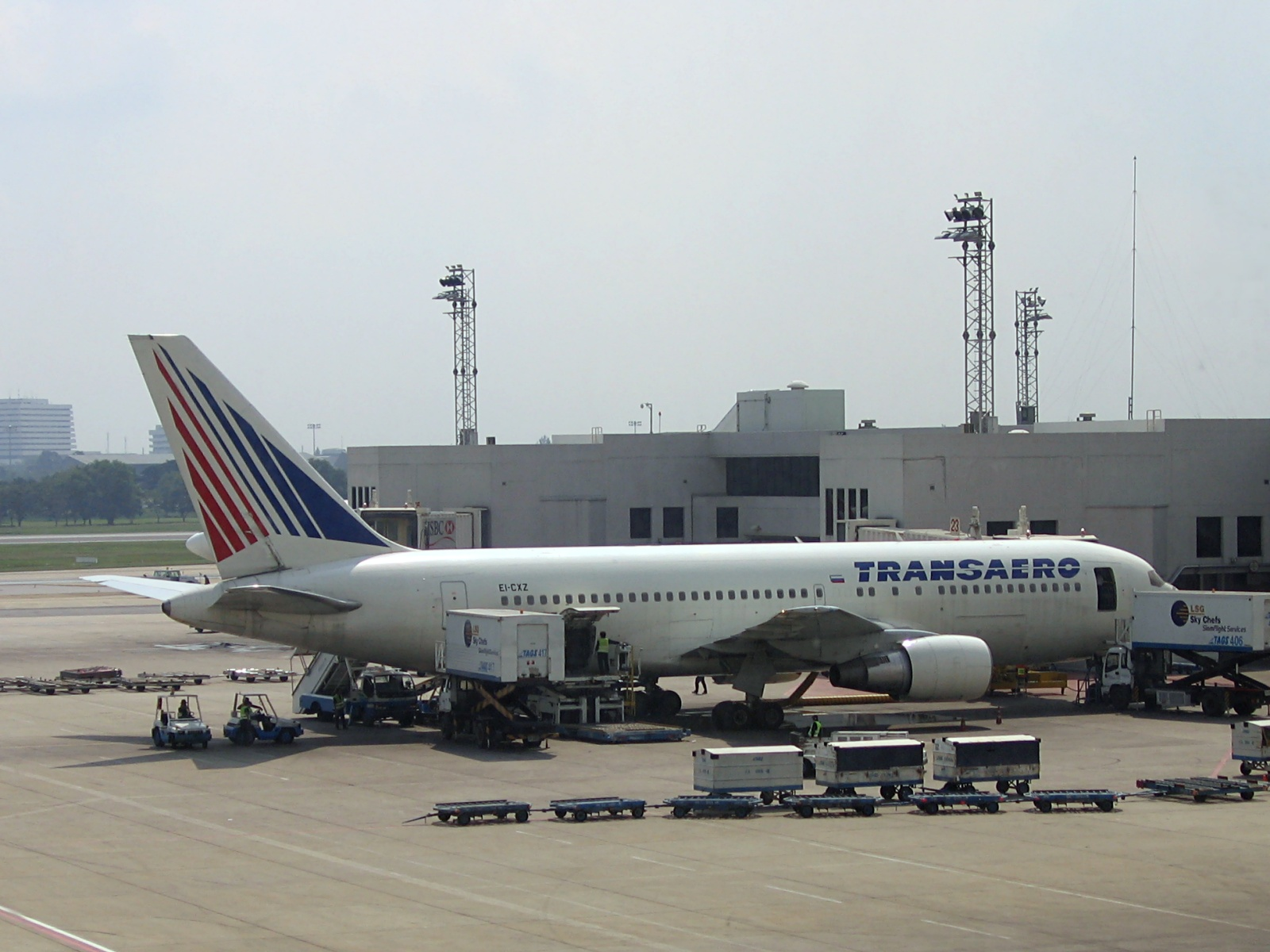
Boeing 767 della Transaero Airlines a Bangkok, Thailandia.

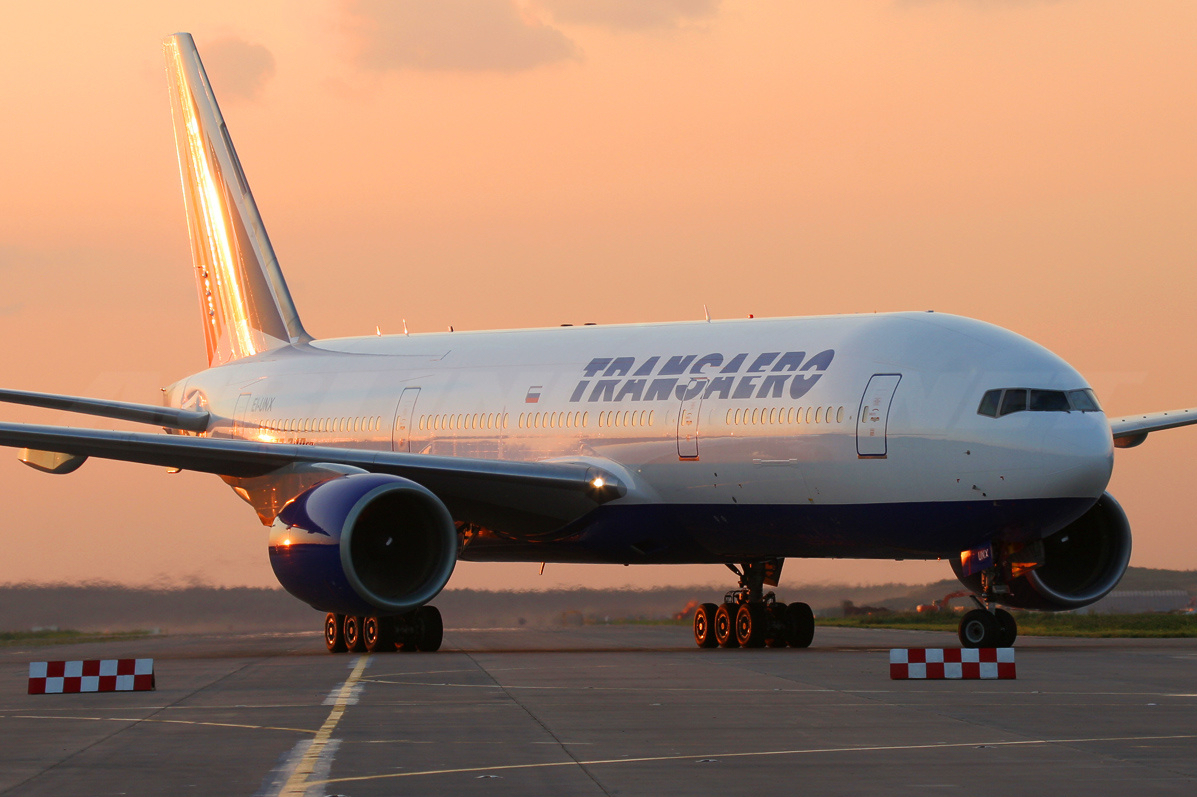
Boeing 777-222ER della Transaero Airlines a Mosca-Domodedovo, Russia.

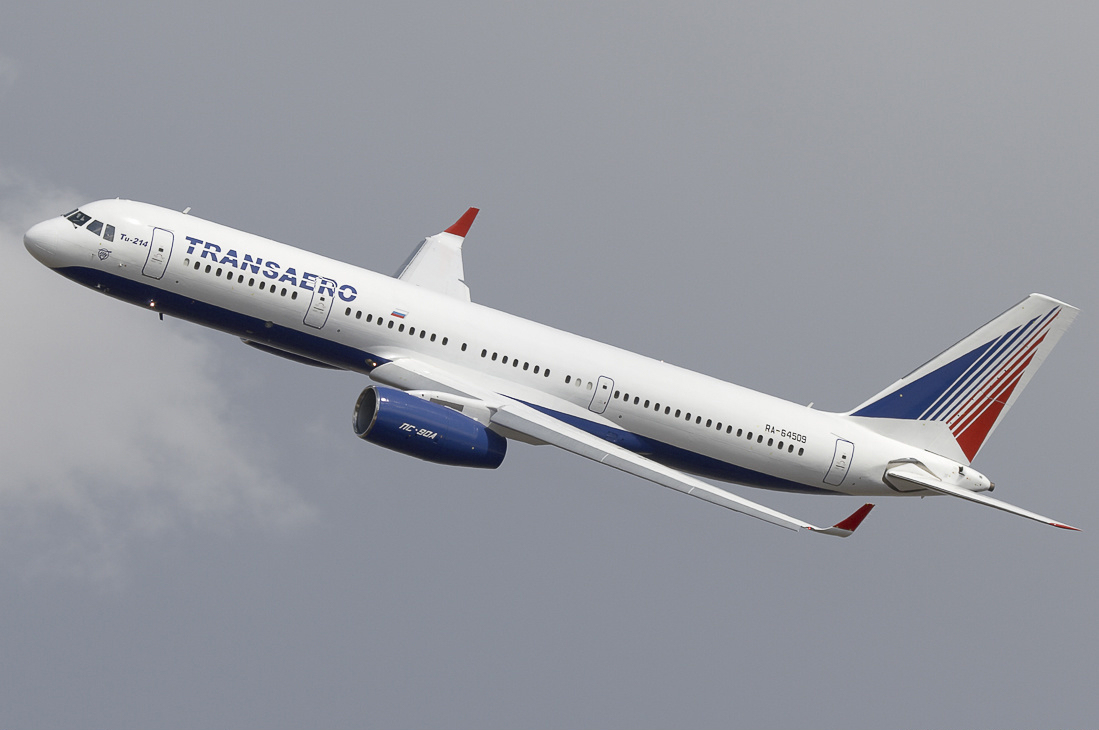
Tupolev Tu-214 (RA-64509) della Transaero Airlines.

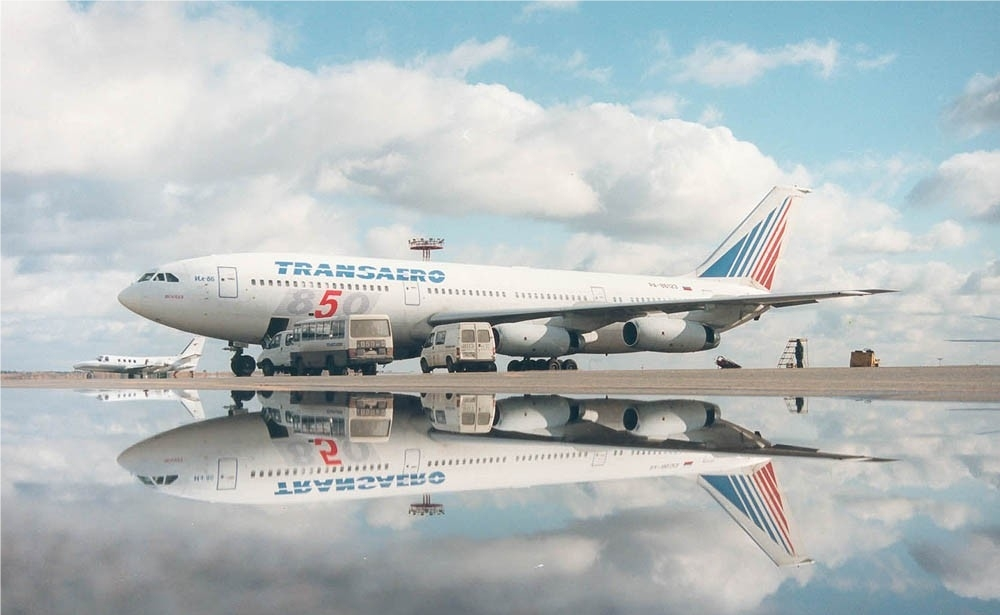
Ilyushin Il-86 della Transaero Airlines fotografato nel 1996.

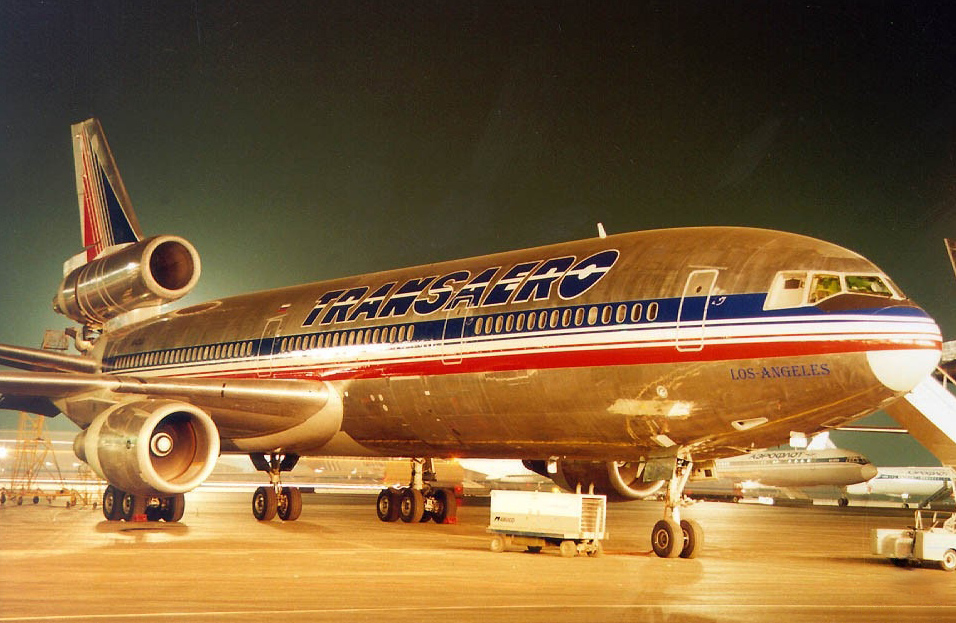
McDonnell Douglas DC-10 della Transaero Airlines fotografato nel 1996.

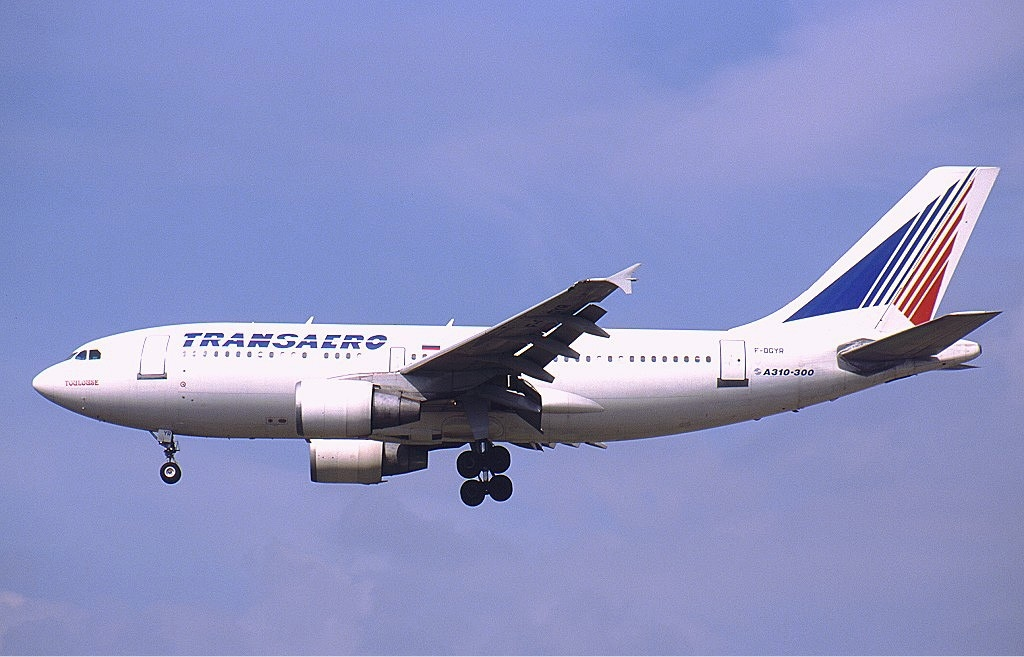
Airbus A310-300 della Transaero Airlines fotografato nel 2001.

## Flotta storica
- Airbus A310-300 (2000-2001)
- Antonov An-124
- Boeing 737-200 (1999-2005)
- Boeing 737-700 (1998-2005, reintrodotti nel 2009 con l'acquisizione di cinque esemplari ex-Malév)
- Boeing 747-200 (2005-2011)
- Boeing 747-300 (2007-2013)
- Boeing 757-200 (1994-1999)
- Ilyushin Il-86
- McDonnell Douglas DC-10-30 (1996-1999)

## Accordi commerciali
- Aer Lingus
- Aigle Azur
- airBaltic
- Austrian Airlines
- Belavia Belarusian Airlines
- China Airlines
- easyJet[15]
- Singapore Airlines[16]
- UTair Aviation
- Virgin Atlantic

Storici
- British Midland International
- Gomelavia

## Frequent Flyer Program
- Transaero Privilege
- Transaero Corporate Club
- Group Travel Program